# Nina Hagen (album)
Nina Hagen è il quarto ed eponimo album in studio da solista della cantante tedesca Nina Hagen, pubblicato nel 1989.

## Tracce
1. Move Over – 4:36 (Janis Joplin)
2. Super Freak Family – 4:18 (Hagen, Billy Liesegang)
3. Love Heart Attack – 4:09 (Junger Junior, Dawson Miller)
4. Hold Me – 4:08 (Mahalia Jackson (cover), Billy Liesegang)
5. Las Vegas – 2:52 (Doc Pomus, Mort Shuman)
6. Live on Mars – 5:02 (Hagen, Zeus B. Held)
7. Dope Sucks – 3:06 (Herman Brood)
8. Only Seventeen – 5:10 (Billy Liesegang, Dawson Miller, Zeus B. Held, Hagen)
9. Where's the Party – 3:48 (Hagen, Billy Liesegang)
10. Michail, Michail (Gorbachev Rap) – 5:07 (Wolf Biermann)
11. Ave Maria – 5:26 (Franz Schubert, arr. Hagen, Zeus B. Held)